# كريستيان دروس
كريستيان دروس (بالرومانية: Cristian Dros) هو لاعب كرة قدم مولدوفي وروماني في مركز الدفاع، ولد في 15 أبريل 1998 في بالتسي في مولدوفا. شارك مع منتخب مولدافيا تحت 17 سنة لكرة القدم ومنتخب مولدافيا تحت 19 سنة لكرة القدم. أما مع النوادي، فقد لعب مع بوليتنيكا تيميشوارا ونادي زاريا بالتي ونادي سبارتاكس يورمالا ونادي سلافيا-موزير.

## وصلات خارجية
- كريستيان دروس على موقع الاتحاد الأوربي (الإنجليزية)
- كريستيان دروس على موقع قاعدة بيانات كرة القدم.إي يو (الإنجليزية)
- كريستيان دروس على موقع ناشيونال فوتبول تيمز (الإنجليزية)
- كريستيان دروس على موقع Soccerway.com (الإنجليزية)